# Hoofdcortège
Het hoofdcortège is het gezelschap dat ter begeleiding aanwezig is bij Nederlandse koninklijke ceremoniën. Het gezelschap bestaat traditiegetrouw uit wapenkoningen en wapenherauten. De koningen van wapenen en de herauten zijn erefuncties waarvoor mensen worden gevraagd "die zich op hun vakgebied en in hun rol sterk hebben onderscheiden".

## Troonswisseling in 2013
Het hoofdcortège op 30 april 2013, bij de inhuldiging van koning Willem-Alexander, bestond uit:
- Koning van wapenen: oud-commandant der strijdkrachten generaal b.d. Peter van Uhm[1]
- Koning van wapenen: astronaut André Kuipers[1]
- Heraut: Robbert Dijkgraaf,[1] oud-president van de Koninklijke Nederlandse Akademie van Wetenschappen en directeur van het Institute for Advanced Study in Princeton
- Heraut: amazone Anky van Grunsven[2]
- Heraut: secretaris-generaal Renée Jones-Bos van het ministerie van Buitenlandse Zaken[3]

Tijdens de inhuldiging kreeg het hoofdcortège bijzondere begeleiding door de Gele Rijders, een saluutbatterij van het Korps Rijdende Artillerie.